# Baptiste-Florian Marle-Ouvrard
Baptiste-Florian Marle-Ouvrard est un organiste français né en 1982. Il est un des co-titulaires de l'orgue de l'église Saint-Eustache à Paris.

## Biographie
Baptiste-Florian Marle-Ouvrard est né à Colombes en 1982. Il commence à étudier le piano à l'âge de quatre ans au conservatoire russe de Paris. À neuf ans, il intègre le chœur d'enfants de la maîtrise de Radio France. Il étudie ensuite au CNSM avec Olivier Latry, Thierry Escaich, Pierre Pincemaille, Philippe Lefebvre, Jean-François Zygel, François-Xavier Roth et Michèle Reverdy. Il y obtient huit prix dans les cursus d’orgue, improvisation au clavier, composition et direction d'orchestre.
Il est titulaire de l'orgue Abbey de l'église Saint-Vincent-de-Paul de Clichy, tout en développant une carrière de concertiste dans le monde entier. Il est également compositeur et enseigne au conservatoire de Viry-Châtillon de 2006 à 2011, ainsi qu'en classe de maître.
En mars 2015, il remporte, avec Thomas Ospital, le concours pour devenir titulaire de l'orgue de l'église Saint-Eustache à Paris,.
Baptiste-Florian Marle-Ouvrard est également pilote de ligne.

## Prix
- 2° Prix ex aequo du Grand Prix d’Improvisation de Chartres (Grand-Prix non décerné) (2004).
- « Organist of the Year 2007 » du journal allemand Organ – Journal für die Orgel.
- 2° Prix et prix du public au concours international d’interprétation de Luxembourg (2009).
- 1° Prix et prix du public au concours international d’improvisation de Leipzig (2009).
- 1° Prix et prix du public au concours international d’improvisation de Luxembourg (2011).
- Lauréat du concours M.Tariverdiev à Kaliningrad (Russie) (2011).
- 2° Prix ex aequo et prix du public au Grand Prix d'improvisation de Chartres (Grand-Prix non décerné) (2012).
- Lauréat du concours de Longwood Gardens (en) (États-Unis) (2013).

## Compositions
- L'Arche de Noë, oratorio pour chœur, orchestre et orgue (2007)

## Discographie
- 2018 : Prière, en duo avec Yom (Buda musique)[5].